# キンダーブック
『キンダーブック』は、フレーベル館より刊行されている絵本雑誌。1927年（昭和2年）創刊の日本初の保育絵本である。キンダー（Kinder）とはドイツ語で幼児の意味。

## 概要
1927年（昭和2年）11月、倉橋惣三を編集顧問に迎えフレーベル館より創刊された。1926年（大正15年）、幼稚園令が制定され、幼稚園の保育項目としてこれまで定められていた、遊戯・唱歌・談話・手技の4つに加えて新たに「観察」が取り入れられたことから、日常生活で触れる身近なものの観察を主眼に置いて誌面を構成した。児童向け雑誌としては1914年(大正3年)創刊の「子供之友」、1922年(大正11年)創刊の「コドモノクニ」が既に刊行されていたが、中でも芸術性を求めたコドモノクニに対して、キンダーブックは「観察絵本」と称して自然や乗り物などを写実的に描いた。創刊当初から書店では取り扱わず幼稚園向け教材として販売。教育的内容を盛り込んだ日本初の保育絵本となった。1号につき1つのテーマを取り扱い、創刊号ではお米をテーマに米作りの流れや米製品について説明した。1929年(昭和4年)4月より月刊誌となった。戦時下の1942年(昭和17年)3月、「ミクニノコドモ」に改題。紙不足などを理由に1944年(昭和19年)1月に休刊したが、終戦後、1946年(昭和21年)8月に「キンダーブック」として復刊。
挿絵は武井武雄、安井小弥太、深沢省三、茂田井武、林義雄、鈴木寿雄らが担当した。武井は発刊2年目から作品を掲載、1955年(昭和30年)からは同誌編集顧問を務めた。茂田井は1950年頃から作品を掲載し、1954年(昭和29年)には掲載された一連の作品が第3回小学館児童文化賞絵画賞を受賞した。1964年(昭和39年)4月から年齢別に4～5歳用と5～6歳用の2シリーズ、1972年(昭和47年)4月から内容別に情操・観察・科学の3シリーズで発行された。園児を持つ母親向けには「ホーム・キンダー」が1966年(昭和41年)4月から1980年(昭和55年)3月まで刊行された。また、物語絵本「キンダーおはなしえほん」を1967年(昭和42年)4月から刊行。1973年(昭和48年)には「キンダーおはなしえほん」10月号にやなせたかしの「アンパンマン」が初めて登場した。1978年(昭和53年)9月、戦前のキンダーブックの復刻版がフレーベル館から発売された。1989年(平成元年)から年齢別に総合絵本「キンダーブック1～3」を発行。併せて、科学絵本「しぜん キンダーブック」や「キンダーおはなしえほん」など物語絵本のシリーズが展開されている。
創刊90周年を迎えた2017年（平成29年）には同年10月から翌2018年1月まで、印刷博物館で企画展「キンダーブックの90年」を開催。原画を含む約300点が展示され、天皇・皇后も見学に訪れた。
静岡福祉大学附属図書館は、倉橋惣三が静岡市出身であることからキンダーブックの収集を行っている。2018年にはフレーベル館も所有していない創刊当初の販促用の内容見本誌が見つかり、5月に同図書館で展示された。8月には島田市中央町のプラザおおるりで出張展示「キンダーブックを通してみる戦争と子どもたち」を開催。創刊から1965年頃までの復刻版と複製約100冊が展示された。

## 略歴
- 1927年(昭和2年)11月、フレーベル館より創刊。
- 1929年(昭和4年)4月、月刊化。
- 1942年(昭和17年)3月、「ミクニノコドモ」に改題。
- 1944年(昭和19年)1月、休刊。
- 1946年(昭和21年)8月、「キンダーブック」として復刊。
- 1954年(昭和29年)、茂田井武の掲載作が第3回小学館児童文化賞絵画賞を受賞。
- 1967年(昭和42年)4月、「キンダーおはなしえほん」発刊。
- 1973年(昭和48年)10月、キンダーおはなしえほん10月号に「アンパンマン」が初めて登場。
- 1982年(昭和57年)、キンダーブックが第5回巖谷小波文芸賞を受賞[17]。
- 2017年(平成29年)10月、印刷博物館にて企画展「キンダーブックの90年」を開催。

## 種類

### 総合絵本
- キンダーブックじゅにあ - 1～3歳児向け
- キンダーブック1 - 2～3歳児向け
- キンダーブック2 - 3～4歳児向け
- キンダーブック3 - 4～5歳児向け

### 科学絵本
- しぜん キンダーブック - 4～5歳児向け

### おはなし絵本
- ころころえほん - 1～3歳児向け
- キンダーメルヘン - 3～4歳児向け
- キンダーおはなしえほん - 4～5歳児向け
- キンダーむかしむかしライブラリー - 4～5歳児向け

### 学習絵本
- がくしゅうおおぞら - 5歳児向け
- キンダーまなびきっず - 5歳児向け、就学準備ブック

## 連載作品
- プルルくん
- アンパンマン